# Eragon
Eragon (2002) (titlu original Eragon) este un roman fantasy scris de Christopher Paolini, fiind primul volum din Ciclul Moștenirea a cărui acțiune se petrece în lumea fantastică Alagaësia. Paolini a început lucrul la roman la vârsta de 15 ani și, după ce a lucrat un an la manuscris, l-a rescris în anul care a urmat, șlefuind acțiunea și personajele. După ce au citit versiunea finală, părinții lui au decis să îl publice la propria editură, Paolini promovându-l în anul care a urmat în cadrul unui turneu de-a lungul Statelor Unite. Cartea a fost descoperită întâmplător de Carl Hiaasen, care i-a încredințat-o spre re-publicare lui Alfred A. Knopf, noua ediție fiind lansată pe piață pe 26 august 2003.
Eragon spune povestea unui băiat de fermier, pe nume Eragon, care găsește o piatră misterioasă în munți. Din piatra care se dovedește a fi un ou eclozează un dragon pe care îl numește Saphira. Când află acest lucru, maleficul regele Galbatorix să îi prindă, astfel încât Eragon și Saphira sunt nevoiți să fugă din satul natal și să caute ajutorul vardenilor, un grup de rebeli care urmărește detronarea lui Galbatorix.
Criticii romanului au subliniat similaritățile cu alte opere cum ar fi Stăpânul inelelor și Războiul stelelor. Cu toate acestea, majoritatea recenziilor cărții au fost elogioase, Eragon devenind a treia cea mai vândută carte pentru copii din 2003 și a doua cea mai vândută carte a anului 2005 și rămânând în New York Times Children's Books Best Seller List pentru 121 de săptămâni. Romanul a fost ecranizat în filmul omonim, regizat de Stefen Fangmeier după un scenariu scris de Peter Buchman și lansat pe 15 decembrie 2006. Filmul i-a avut în distribuție pe Ed Speleers în rolul lui Eragon și pe Jeremy Irons în cel al lui Brom.

## Considerații generale

### Origini și publicare

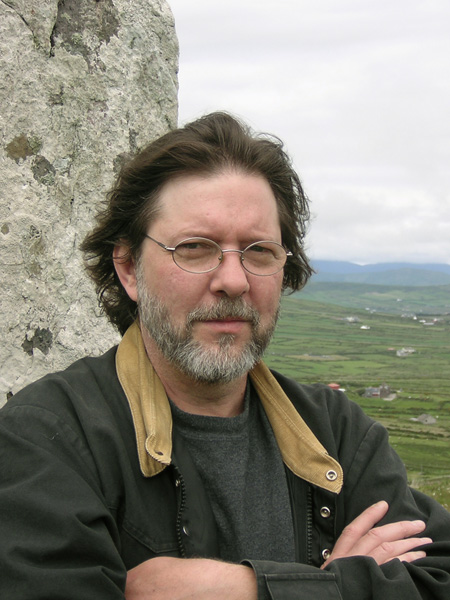
Artistul John Jude Palencar a desenat coperta cărții.

Christopher Paolini a descoperit genul fantasy la vârsta de zece ani, dar a fost "frustrat" de absența "scrierilor de calitate". La vârsta de paisprezece ani, Paolini a început să scrie primul roman dintr-o serie care trebuia să cuprindă patru volume, dar nu a reușit să treacă de primele pagini deoarece nu avea nici o idee despre ceea ce trebuia să facă. A început să citească tot ce se putea despre "arta de a scrie" și apoi a creat firul narativ al ciclului de cărți Moștenirea. După o lună de la planificarea seriei, a început să scrie schița cărții, pe care a terminat-o un an mai târziu, când a trecut la versiunea "adevărată" a cărții sale. După încă un an de lucru, părinții săi au văzut manuscrisul final și, remarcând potențialul cărții, au decis să publice cartea la propria editură, Paolini International.. Eragon a fost tipărit prin intermediul unei companii de tipărire la cerere, Lightning Source. "Asta a însemnat că, deși Eragon fusese auto publicată, era disponibilă în orice canitate, la orice ora, și în toate librăriile din Statele Unite, inclusiv în cele online", a spus Christopher. Paolini a realizat coperta acestei ediții a cărții, care prezenta ochiul Saphirei, și a desenat hărțile din interior.
Paolini a călătorit print toată țara împreună cu familia sa pentru a promova cartea lui, ținând peste 135 de discursuri în librării și școli. Deși în majoritatea cazurilor Paolini a fost îmbrăcat într-un costum medieval, cartea nu a atras foarte mult atenția. Paolini a spus: "Stăteam în spatele unei mese toată ziua vorbind despre carte – și vindeam patruzeci de cărți în opt ore, dacă mă descurcam bine. [...] A fost o experiență foarte stresantă. Nu mai puteam continua pentru mult timp." În vara anului 2002, romancierul american Carl Hiaasen era în vacanță în unul dintre orașele în care Paolini rostea discursuri. În timp ce era acolo, fiul său vitreg a cumpărat o copie a cărții Eragon, de care "s-a îndrăgostit pe loc". I-a arătat-o tatăui său vitreg, care a adus cartea în atenția editurii Alfred A. Knopf. Michelle Frey, editor executiv la Knopf, i-a contactat pe Paolini și familia lui și i-a întrebat dacă sunt interesați ca Eragon să fie publicată de Knopf. Răspunsul fiind afirmativ, după încă o rundă de editare Eragon a fost publicat de Knopf în august 2003. Coperta noii ediții a fost realizată de John Jude Palencar.

### Inspirație și influențe

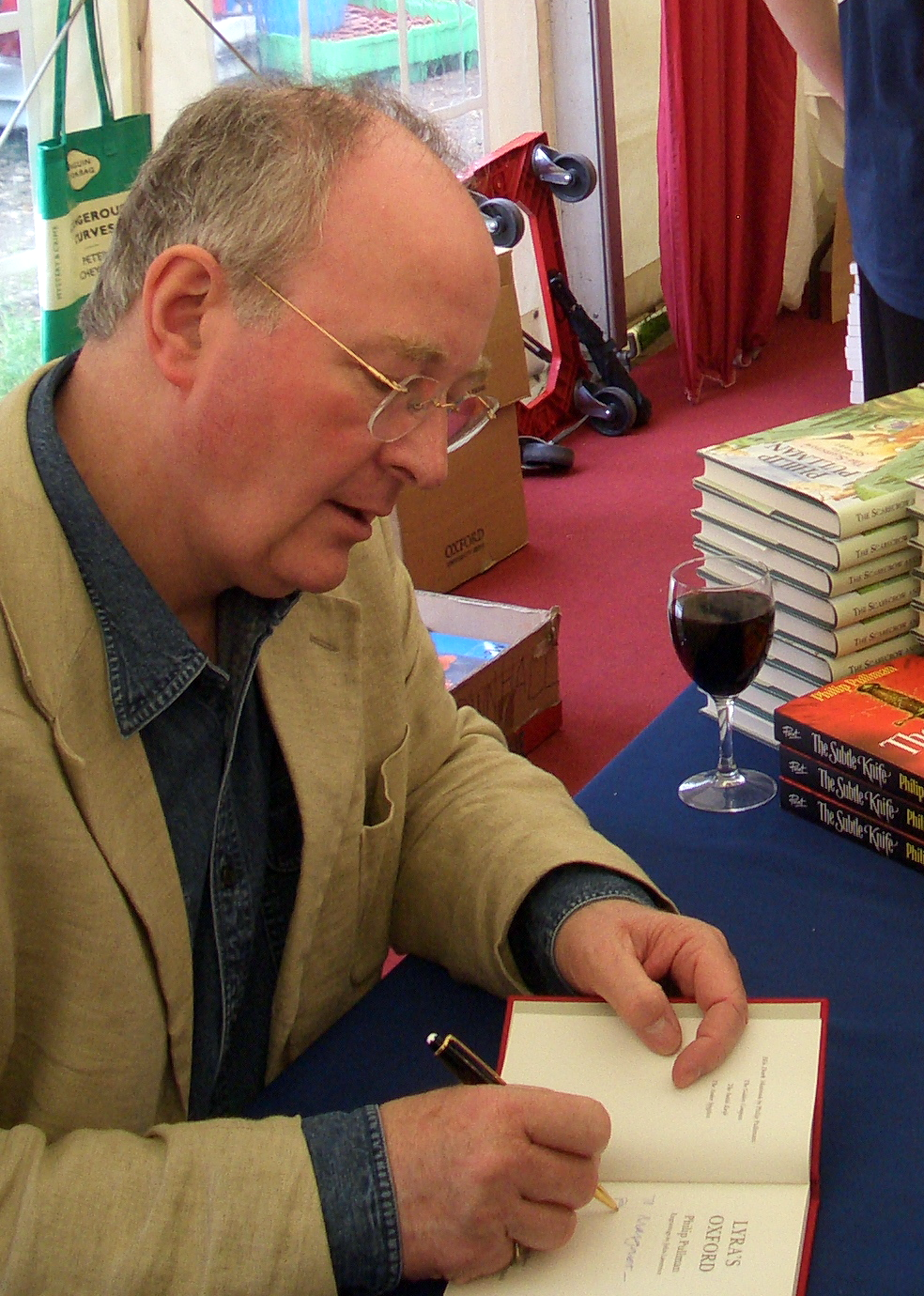
Paolini s-a inspirat mult de la Philip Pullman, autorul seriei fantasy His Dark Materials.

Paolini consideră că influența majoră asupra scrierilor sale aparține miturilor, basmelor, poveștilor medievale, poemului epic Beowulf și autorilor J. R. R. Tolkien și Eric Rücker Eddison. Printre alte influențe literare se numără David Eddings, Andre Norton, Brian Jacques, Anne McCaffrey, Raymond E. Feist, Mervyn Peake, Ursula K. Le Guin, Frank Herbert, Philip Pullman și Garth Nix. În Eragon, Paolini a inclus "deliberat" anumite "ingrediente arhetipale" ale unei cărți fantasy – căutarea, călătoria ca sursă de învățare, răzbunarea, povestea de dragoste, trădarea și o sabie "specială".
Limba Străveche folosită de elfi în Eragon este bazată "aproape în întregime" pe limba nordică veche, germană, engleza veche, și rusă. Paolini a declarat: "M-am documentat mult despre subiect când am creat limba. Am realizat că făceam lumea să pară mai veche folosind aceste cuvinte vechi de secole și secole. A fost foarte amuzant." Alegerea numelui potrivit pentru personaje și locuri era un proces ce putea dura "zile, săptămâni, sau chiar ani". Dacă nu găsea un nume potrivit, el alegea unul provizoriu până când "numele potrivit se revela". El a mai spus că a fost "foarte norocos" cu numele Eragon, deoarece este doar "dragon" cu prima literă schimbată. Crede că numele acesta se potrivește perfect cu cartea, însă alte nume i-au cauzat mari dureri de cap.

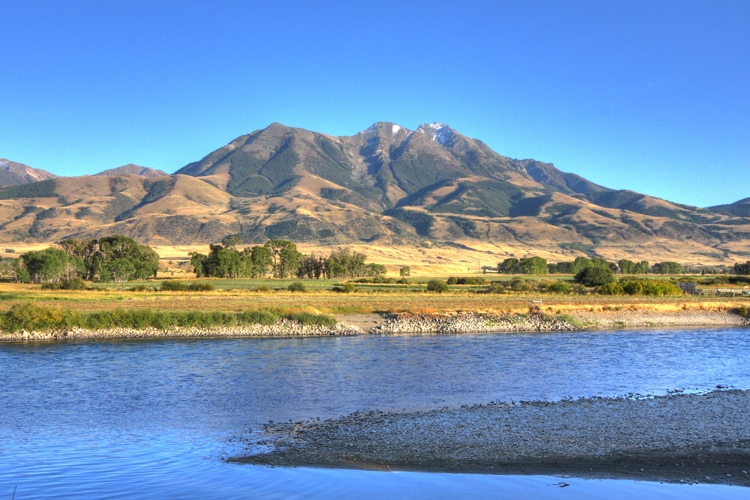
Paolini s-a inspirat mult şi din locul în care trăieşte, Paradise Valley, Montana.

 Peisajele din Eragon sunt bazate pe "teritoriile sălbatice" ale statului California. Lui Christopher îi place să creadă că este atât un scriitor care descrie natura, cât și unul de literatură fantasy, declarând într-un interviu că "de multe ori când sunt în pădure sau în munți și văd aceste detalii mici, fac diferența dintre o descriere bună și una unică. Chiar ajută." Paolini a mai spus că Paradise Valley, Montana este una dintre principalele sale surse de inspirație pentru peisajele din carte. Acțiunea din carte se petrece în tărâmul fantastic Alagaësia. Paolini a conceput istoria tărâmului înainte să scrie Eragon, dar nu a desenat o hartă până când nu a devenit important să vadă unde călătorea Eragon. De atunci a început să lege istoria și intriga cu harta pe care o desenase.
Paolini a spus că a ales să-l facă pe Eragon să se maturizeze de-a lungul călătoriei prin tărâm pentru că este ceva clasic într-o operă fantasy. El a considerat că maturizarea lui Eragon de-a lungul cărții "oglindea într-un fel propria mea creștere ca autor și persoană." Dragonul lui Eragon, Saphira, a fost conceput ca "prietenul perfect", alegând să urmeze "o direcție mai umană" în ceea ce o privește deoarece a fost crescută departe de propria ei specie și rasă, în "contact mental permanent" cu un om. "M-am gândit să fac dragonul mai apropiat de ceea ce e un dragon în cazul în care se află în propria sa lume, dar nu mi s-a oferit această ocazie. Cu Saphira am explorat un element uman, încercând în același timp să aduc un pic din magia și stranietatea rasei ei." Paolini a făcut din Saphira "cel mai bun prieten pe care l-ar putea avea cineva: loial, amuzant, curajos, inteligent și nobil. Cu toate acestea, ea transcende asta, prezentându-se ca o ființă independentă și mândră."

## Rezumat
Eragon trăiește împreună cu unchiul Garrow și vărul său Roran la o fermă, în împrejurimile unui sat numit Carvahall. În timp ce vâna prin lanțul muntos cunoscut sub numele de Șira, Eragon este surpins să vadă apărând în fața sa o piatră albastră, mare și șlefuită. Câteva zile mai târziu, asistă la nașterea din "piatră" a unui pui de dragon pe care îl denumește Saphira. Eragon crește dragonul în secret până când doi dintre servitorii Regelui Galbatorix, Ra'zac, vin în Carvahall în căutarea oului. Eragon și Saphira reușesc să scape ascunzându-se în pădure, dar Garrow este rănit de moarte, iar casa și ferma sunt arse și distruse. După ce Garrow moare, Eragon nu mai are nici un motiv pentru a rămâne în Carvahall, așa că pleacă după cei doi Ra'zac, căutând răzbunare pentru distrugerea casei sale și moartea unchiului său. Este asistat de Brom, un bătrân povestitor, care insistă să-l ajute pe el și pe Saphira.

Coperta primei ediții publicate de Paolini International

Legătura cu Saphira îl transformă pe Eragon într-un Cavaler al Dragonului. În timpul călătoriei, el învață de la Brom Limba Străveche, magia, lupta cu sabia și multe dintre obiceiurile Cavalerilor. Călătoriile lor îi duc în Teirm, unde reușesc să ia urma celor Ra'zac, aflați în sudul orașului Dras-Leona. Înainte să plece din Teirm, lui Eragon îi este prezis viitorul de o vrăjitoare pe nume Angela, care îl avertizează de multe pericole. Odată ajunși în Dras-Leona, cei doi reușesc să se infiltreze în oraș, dar întâlnirea cu cei doi Ra'zac într-o catedrală din oraș îl forțează pe Eragon să fugă. Deși Brom și Eragon reușesc să scape, tabăra lor este luată prin surprindere de dușmani în acea noapte. Ei sunt salvați de un străin numit Murtagh, dar Brom este grav rănit și moare la scurt timp după aceea — nu înainte de a-i dezvălui lui Eragon trecutul său de Cavaler al cărui dragon, numit tot Saphira, a murit.
Murtagh devine noua companie a lui Eragon și a Saphirei. Cei trei pornesc spre Gil'ead, un oraș în care speră să afle informații despre ruta pe care trebuie să o urmeze ca să ajungă la Vardeni, un grup de rebeli care luptă împotriva lui Galbatorix. În timp ce aștepta lângă Gil'ead, Eragon este capturat, adormit și întemnițat în aceeași închisoare în care este ținută femeia care îi apăruse deseori în vise și care se dovedește a fi elfă. Murtagh și Saphira concep un plan de evadare, salvându-i pe cei doi captivi după o luptă pe viață și pe moarte cu Umbra Durza - un vrăjitor posedat de spirite malefice.
După evadare, Eragon contactează mental elfa inconștientă și află că numele ei este Arya. Ea îi spune că a fost otrăvită și că doar o poțiune care se află la vardeni o poate slava. Arya îi arată lui Eragon o amintire prin care călătorește la vardeni, arătându-i astfel calea de urmat spre orașul Tronjheim, situat în muntele Farthen Dûr din Munții Beor. Eragon, Saphira și Murtagh călătoresc spre vardeni pentru a o salva pe Arya și pentru a scăpa de furia lui Galbatorix. Odată ajunși în Farthen Dûr, Eragon este condus către liderul vardenilor, Ajihad. În timpul întâlnirii, băiatul află că oul Saphirei s-a aflat în posesia Aryei până când elfa a fost surprinsă într-o într-o ambuscadă, precum și faptul că Umbra Durza nu a fost ucisă de către săgeata bine țintită a lui Murtagh, deoarece o umbră nu poate fi ucisă decât străpungând-o în inimă.
Grupul se odihnește în sfârșit, deși nu pentru mult timp, pentru că se anunță o invazie a Urgalilor. Când bătălia începe, vardenii și piticii sunt puși în fața unei armate numeroase de urgali, condusă de Durza și de Galbatorix. În timpul luptei, Eragon întâlnește din nou Umbra, care îl rănește grav la spate. În ultima clipă, Saphira și Arya reușesc să îi distragă atenția Umbrei îndeajuns de mult pentru ca Eragon să o străpungă în inimă. După moartea lui Durza, urgalii sunt eliberați de sub vraja creată de Umbră și încep să se lupte între ei, avantaj de care profită vardenii pentru a contraataca. În timp ce Eragon este inconștient, un străin îl contactează cu ajutorul minții și îi spune să vină în tărâmul elfilor pentru învățătură.

### Capitolele cărții
| - Prolog: Umbra groazei - Descoperirea - Valea Palancar - Povești cu dragoni - Darul sorții - Trezirea - Ceai în doi - Puterea unui nume - Un viitor morar - Străini în Carvahall - Fugind de soartă - Osânda pentru nevinovăție - Priveghiul - Cruzimea vieții - Sabie de Cavaler - Se făurește o șa - Therinsford - Tunetul bubuie, fulgerul spintecă cerul - Descoperirea de la Yazuac - Dojeni - Ce simplă e magia! | - Daret - Prin ochii unui dragon - Cântec pentru drum - Primele impresii despre Teirm - Un vechi prieten - Vrăjitoarea și pisica fermecată - Despre citit și făcut planuri - Hoți la castel - O greșeală periculoasă - Imaginea desăvârșirii - Maestru în mânuirea sabiei - Mlaștina din Dras-Leona - Pe urmele uleiului - Credincioșii din Helgrind - Cei doi Ra'zac se răzbună - Murtagh - Moștenirea unui Cavaler - Mormântul de diamant - Capturați la Gil'ead - Du Súndavar Freohr - Lupta cu umbrele | - Războinic și tămăduitor - Apă din nisip - Râul Ramr - Deșertul Hadarac - Se descoperă o cale - Înfruntarea voințelor - Fuga prin vale - O situație cu adevărat dificilă - Căutând răspunsuri - Splendoarea orașului Tronjheim - Ajihad - Argetlam, binecuvântează pruncul! - Rădăcină de mătrăgună și limbă de șopârlă - Sala regelui de sub munte - Încercarea Aryei - Umbrele se întind - Lupta de la Farthen Dûr - Înțeleptul-Îndurerat - Glosar - Mulțumiri |

## Gen
Așa cum el însuși a declarat, Paolini a adăugat cărții "ingredientele arhetipale" ale genului fantasy - misiunea, călătoria în urma căreia eroul dobândește experiență, răzbunarea, povestea de dragoste, trădarea și o sabie 'specială'. Booklist consideră cartea ca aparținând genului fantasy, scriind: "Paolini cunoaște bine genul — povestea sa plină de sevă prezintă elementele și convențiile recognoscibile ale genului fantasy". Cartea a fost comparată cu alte opere ale genului, cum ar fi Războiul Stelelor și Stăpânul inelelor, unii recenzori considerând că tipul de intrigă este prea asemănător cu al acestora. Kirkus Review a numit cartea "fantasy de vârf".

## Opinii critice
În general, Eragon a avut parte de recenzii pozitive, deși a fost criticat pentru natura sa "derivată". Liz Rosenberg de la The New York Times Book Review a criticat "clișeele descriptive" din Eragon, precum și "dialogurile din filmele de mâna a doua ", proza "ciudată, de gașcă" și intriga care "se împiedică și se abia se târăște mai departe, cuprinde erori de logică, uită personaje și le readuce în prim-plan pe neașteptate, sau le inventează în ultima clipă ". Cu toate acestea, ea își încheie recenzia apreciind că "în ciuda scăpărilor ei, este o operă scrisă cu mult talent ". School Library Journal a considerat că "uneori soluțiile magice sunt prea convenționale pentru a scăpa din situații dificile". Common Sense Media a catalogat dialogurile din carte ca fiind "pline de clișee", intriga fiind "luată direct din Războiul stelelor și Stăpânul inelelor, cu bucățele din alte mari opere fantasy aruncate ici-colo." Site-ul a fost totuși de acord că volumul reprezintă o realizare remarcabilă pentru un autor atât de tânăr și că va fi "apreciat" de fanii tineri.
Recenziile favorabile ale cărțiiEragon s-au concentrat mai ales asupra personajelor și a intrigii. Matt Casamassina a fost de părere că romanul "te prinde", adăugând că "Paolini demonstrează că a înțeles cum să țină trează atenția cititorului, acesta fiind până laurmă ceea ce diferențiază Eragon de nenumărate alte romane fantasy scrise de amatori." Chris Lawrence de la About.com a fost de părere că romanul conține toate "ingredientele tradiționale" care fac dintr-o operă fantasy o "lectură plăcută", cu o acțiune "antrenantă și plină de suspans ", "ambalată" în acțiune și magie. Lawrence și-a încheiat recenzia cu o apreciere de 3.8 stele din 5, comentând că "personajele sunt interesante, acțiunea captivantă și ai certitudinea că personajul pozitiv va învinge în cele din urmă."
Eragon a ocupat locul al treilea în topul celor mai bine vândute cărți ale anului 2003 și al doilea în topul celor mai bine vândute cărți pentru copii (ediția broșată) ale anului 2005. Romanul a stat în lista celor mai bine vândute cărți pentru copii a celor de la New York Times timp de 121 de săptămâni. În 2006, romanul a primit premiul Nene Award din partea copiilor din Hawaii, premiul cărții pentru tineret Rebecca Caudill și premiul Young Reader's Choice.

## Ecranizare

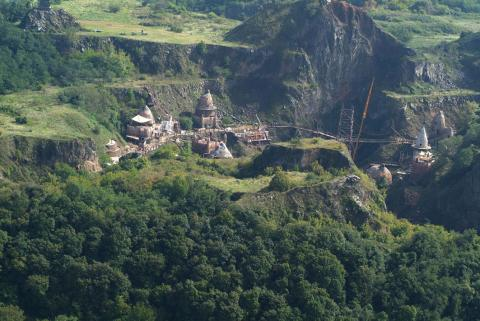
Fotografie aeriană a muntelui Ság, folosit ca locaţie pentru Farthen Dûr în ecranizarea cărţii.

Pe 15 decembrie 2006, în Statele Unite a fost lansată ecranizarea romanului Eragon. Primele planuri pentru realizarea filmului fuseseră anunțate în luna februarie a anului 2004, când 20th Century Fox cumpărase drepturile de ecranizare. Filmul a fost regizat de Stefen Fangmeier, iar scenariul a fost scris de Peter Buchman. Pentru rolul lui Eragon a fost ales Edward Speleers., căruia i s-au adăugat în următoarele luni Jeremy Irons, John Malkovich, Chris Egan și Djimon Hounsou. Filmările s-au desfășurat, în cea mai mare parte, în Ungaria și Slovacia.
Filmul a avut parte de recenzii negative, primind un rating de 16% pe Rotten Tomatoes și fiind cotat pe locul 10 în topul celor mai proaste filme din 2006. The Seattle Times l-a descris ca "reușit din punct de vedere tehnic, dar fără viață și stupid pe alocuri". The Hollywood Reporter a considerat că Eragon "nu a apre avut textură sau profunzime". The Washington Post a catalogat povestea ca fiind "derivată", în timp ce Las Vegas Weekly a numit-o "generică".
Newsday a răsucit și mai mult cuțitul în rană, afirmând că doar "copiii de nouă ani care habar nu au de vreunul din cele șase filme ale seriei Războiul stelelor" ar găsi filmul original.
Prestația actorilor a fost catalogată ca "jalnică" de către Washington Post, în timp ce Orlando Weekly a numit-o "nenaturală" și "lipsită de viață". Dialogurile au fost și ele criticate: MSNBC le-a etichetat drept "prostești", iar Las Vegas Weekly le-a considerat "limbaj de lemn". Recenziile pozitive au descris filmul ca "amuzant" și conținând "lucrurile din fanteziile băieților". Personajele realizate pe calculator au fost apreciate ca "pline de imaginație", Saphira fiind admirată ca "o realizare magnifică". Paolini a declarat că i-a plăcut filmul, lăudând în special prestațiile lui Jeremy Irons și Ed Speleers.
Eragon a câștigat circa 75 de milioane de dolari în Statele Unite și 173,9 milioane în restul lumii, însumând per total 249 de milioane de dolari. Eragon a ajuns astfel pe locul al treisprezecelea în topul câștigurilor filmelor de acțiune fantasy din SUA și al douăzeci și doilea după ajustarea în conformitate cu inflația. Luând în calcul filmele care au ca personaj principal un dragon, Eragon urcă pe locul al doilea, iar în ceea ce privește categoria sabie și vrăjitorie ajunge pe locul al șaselea. Filmul a rulat în Statele Unite timp de șaptesprezece săptămâni, din 15 decembrie 2006 până pe 9 aprilie 2007. Premiera a avut loc în 3020 de săli de cinema, câștigând 8,7 milioane de dolari în prima zi și 23,2 milioane în prima săptămână, clasându-se astfel pe locul al doilea după The Pursuit of Happyness. Câștigul de 75 de milioane de dolari din Statele Unite a plasat filmul pe locul al treisprezecelea în anul 2006. Filmul a câștigat 150 de milioane de dolari în prima săptămână de la lansarea pe 76 de piețe din afara SUA, ajungând astfel pe locul întâi la nivel mondial. Câștigul total de 249 de milioane de dolari la nivel mondial a clasat filmul pe locul al șaisprezecelea în anul  2006.